# Maciej Lesiak
Maciej Lesiak (ur. 6 października 1962) – polski kardiolog, profesor nauk medycznych; profesor nadzwyczajny, kierownik Katedry i I Kliniki Kardiologii Wydziału Lekarskiego II Uniwersytetu Medycznego w Poznaniu (Szpital Przemienienia Pańskiego). 

## Życiorys
Dyplom lekarski uzyskał na Akademii Medycznej w Poznaniu (obecnie Uniwersytet Medyczny) i na tej uczelni zdobywał kolejne stopnie naukowe i awanse akademickie. Doktoryzował się w 1995 broniąc pracy pt. Struktura węzła zatokowego u osób zdrowych oraz chorych z nadkomorowymi zaburzeniami rytmu, przygotowanej pod kierunkiem Stefana Grajka. Posiada specjalizację z chorób wewnętrznych oraz z kardiologii.
W 2001 był członkiem zespołu poznańskich kardiologów (wraz z: Stefanem Grajkiem, Andrzejem Cieślińskim oraz Januszem Rzeźniczakiem), który przygotował pierwszy w Wielkopolsce program leczenia zawałów.
Habilitował się w 2007 na podstawie oceny dorobku naukowego i rozprawy pt. Pierwotna angioplastyka wieńcowa w leczeniu ostrej fazy zawału serca. Obserwacja wczesna i odległa 988 kolejnych pacjentów leczonych w ramach Wielkopolskiego Programu Leczenia Ostrych Zespołów Wieńcowych. W I Klinice Kardiologii poznańskiego Uniwersytetu Medycznego kieruje od 1996 Pracownią Hemodynamiki Serca. Tytuł naukowy profesora nauk medycznych został mu nadany w 2016. Poza uczelnią pełni także funkcję konsultanta wojewódzkiego w dziedzinie kardiologii w Wielkopolsce. 
Na dorobek naukowy M. Lesiaka składa się szereg opracowań oryginalnych publikowanych m.in. w czasopismach takich jak: „Journal of the American College of Cardiology", „European Heart Journal", „JACC: Cardiovascular Interventions", „American Heart Journal", „Catheterization and Cardiovascular Interventions”, „Postępy w Kardiologii Interwencyjnej” oraz „Kardiologia Polska”.
Należy m.in. do Polskiego Towarzystwa Kardiologicznego oraz Europejskiego Towarzystwa Kardiologicznego (stąd skrót FESC używany po nazwisku oznaczający po angielsku Fellow of the European Society of Cardiology).
Jego żoną była Mariola Ropacka-Lesiak.